# Vicq-Exemplet
Vicq-Exemplet és un municipi francès, situat al departament de l'Indre i a la regió de Centre – Vall del Loira. L'any 2007 tenia 334 habitants.

## Demografia

### Població
El 2007 la població de fet de Vicq-Exemplet era de 334 persones. Hi havia 156 famílies, de les quals 56 eren unipersonals (20 homes vivint sols i 36 dones vivint soles), 48 parelles sense fills, 40 parelles amb fills i 12 famílies monoparentals amb fills.
La població ha evolucionat segons el següent gràfic:
Habitants censats

### Habitatges
El 2007 hi havia 277 habitatges, 158 eren l'habitatge principal de la família, 96 eren segones residències i 23 estaven desocupats. 274 eren cases i 3 eren apartaments. Dels 158 habitatges principals, 141 estaven ocupats pels seus propietaris, 13 estaven llogats i ocupats pels llogaters i 4 estaven cedits a títol gratuït; 8 tenien dues cambres, 32 en tenien tres, 45 en tenien quatre i 73 en tenien cinc o més. 105 habitatges disposaven pel capbaix d'una plaça de pàrquing. A 95 habitatges hi havia un automòbil i a 57 n'hi havia dos o més.

### Piràmide de població
La piràmide de població per edats i sexe el 2009 era:
| Homes | Edats   | Dones |
| ----- | ------- | ----- |
| 0     | 95 o +  | 0     |
| 0     | 90 a 94 | 0     |
| 4     | 85 a 89 | 0     |
| 4     | 80 a 84 | 12    |
| 8     | 75 a 79 | 4     |
| 12    | 70 a 74 | 24    |
| 24    | 65 a 69 | 12    |
| 12    | 60 a 64 | 16    |
| 4     | 55 a 59 | 4     |
| 24    | 50 a 54 | 16    |
| 20    | 45 a 49 | 20    |
| 4     | 40 a 44 | 8     |
| 12    | 35 a 39 | 8     |
| 12    | 30 a 34 | 8     |
| 12    | 25 a 29 | 8     |
| 0     | 20 a 24 | 0     |
| 28    | 15 a 19 | 12    |
| 4     | 10 a 14 | 12    |
| 4     | 5 a 9   | 4     |
| 12    | 0 a 4   | 4     |

## Economia
El 2007 la població en edat de treballar era de 185 persones, 138 eren actives i 47 eren inactives. De les 138 persones actives 129 estaven ocupades (69 homes i 60 dones) i 9 estaven aturades (5 homes i 4 dones). De les 47 persones inactives 28 estaven jubilades, 6 estaven estudiant i 13 estaven classificades com a «altres inactius».

### Ingressos
El 2009 a Vicq-Exemplet hi havia 158 unitats fiscals que integraven 348 persones, la mediana anual d'ingressos fiscals per persona era de 15.327,5 €.

### Activitats econòmiques
Dels 15 establiments que hi havia el 2007, 3 eren d'empreses de construcció, 5 d'empreses de comerç i reparació d'automòbils, 1 d'una empresa d'hostatgeria i restauració, 1 d'una empresa immobiliària, 2 d'empreses de serveis, 1 d'una entitat de l'administració pública i 2 d'empreses classificades com a «altres activitats de serveis».
Dels 3 establiments de servei als particulars que hi havia el 2009, 1 era un guixaire pintor, 1 fusteria i 1 electricista.
L'únic establiment comercial que hi havia el 2009 era una floristeria.
L'any 2000 a Vicq-Exemplet hi havia 29 explotacions agrícoles que ocupaven un total de 2.320 hectàrees.

## Equipaments sanitaris i escolars
El 2009 hi havia una escola elemental integrada dins d'un grup escolar amb les comunes properes formant una escola dispersa.

## Poblacions més properes
El següent diagrama mostra les poblacions més properes.